# Poulaine
Pour les articles homonymes, voir Poulaine (homonymie).

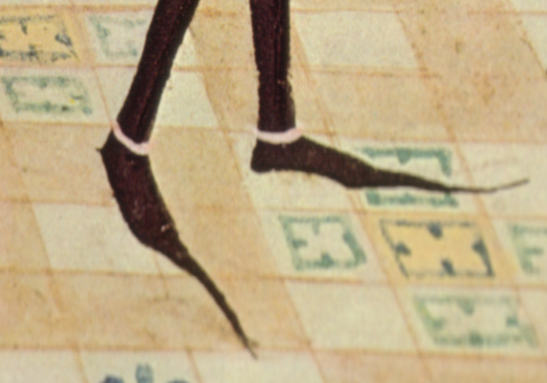
Détail d'un manuscrit du XVe siècle.

La poulaine est une chaussure de la fin du Moyen Âge (du XIVe au XVe siècle) portée par les hommes autant que par les femmes. À l'époque moderne, la poulaine désigne une pantoufle, un chausson, ou mule fermée, et souvent fourrée.

## Étymologie

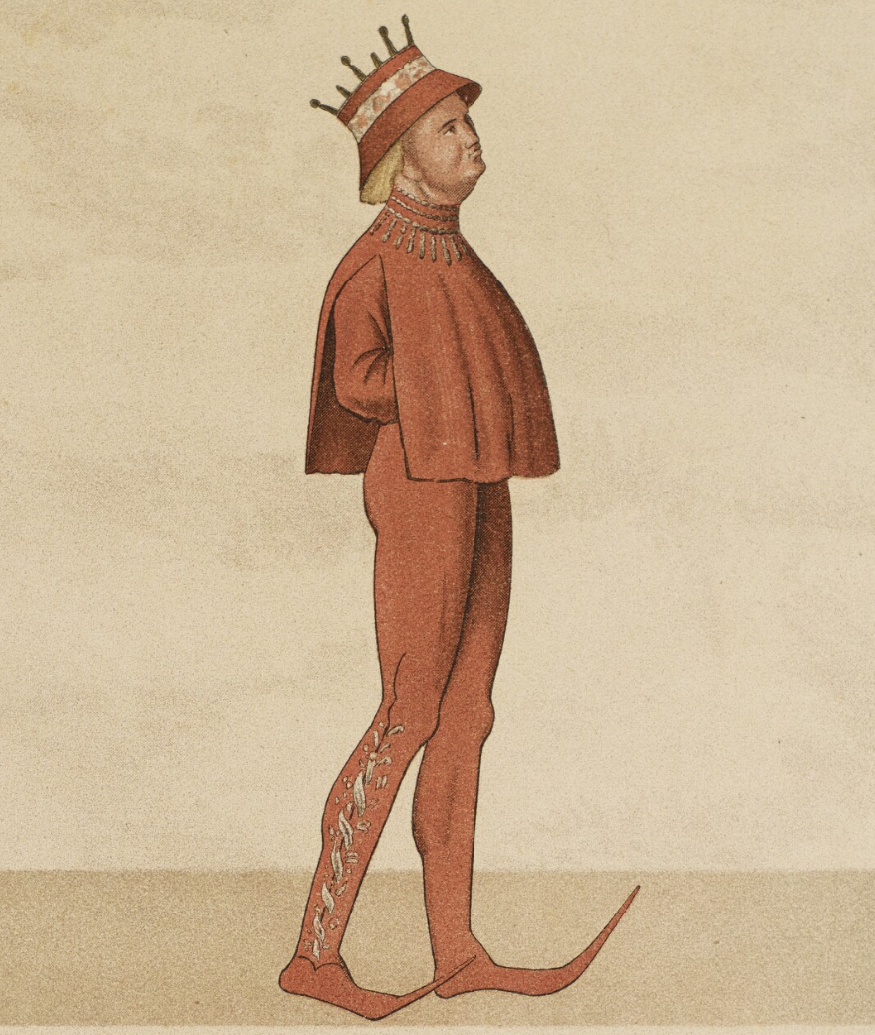
Christophe de Bavière en poulaines.

Le terme de « poulaine » était le féminin de l'adjectif « poulain », qui était au XVe siècle l'équivalent du terme « polonais », cette mode vestimentaire passant pour être originaire de Pologne. C'est pourquoi les termes de « soulier à la poulaine » ou « soulier à la polonaise » sont parfois employés pour désigner ce type de chaussure.

## Description

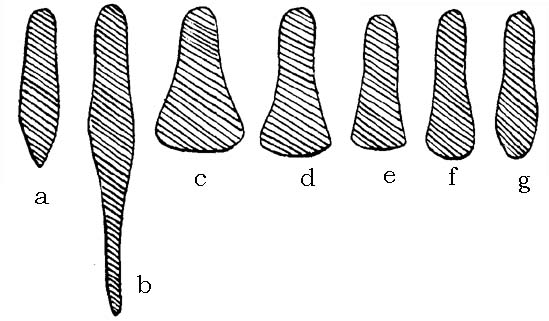
Évolution de la forme du soleret : b) 1300-1490, soleret « à la poulaine ».

De forme allongée et pointue, les poulaines pouvaient mesurer jusqu'à 50 cm. Elles pouvaient rester « lâchées », battant le sol pendant la marche, ou être relevées grâce à une chaînette en métal attachée près des genoux. Plus l'on appartenait à une classe sociale élevée, plus la pointe était longue. Pour les souverains, la taille de l'extrémité pouvait être aussi grande que voulue. Le bout est rembourré de mousse ou chanvre afin de rigidifier la pointe.
Les poulaines se portaient principalement de 1370 à 1410 puis de 1460 à 1480. Cette mode fut annoncée vers 1160-1170 par celle des pigaches (en), d'origine orientale. Il est également possible que cette chaussure soit une évolution des solerets du XIVe siècle avec leurs pointes taillées en ogive, allongées et recourbées afin de mieux maintenir les pieds dans les étriers.

## Paléopathologie
La paléopathologie moderne a mis en évidence, dans la Grande-Bretagne médiévale du xive siècle, la relation entre l'apparition d'un oignon d'hallux valgus sur la face interne du pied et le port des poulaines, notamment dans la population aisée. La présence de nombreux os présentant des fractures résorbées démontre également que les utilisateurs avaient tendance à être déséquilibrés par ces chaussures et à tomber souvent.

## Réprobations

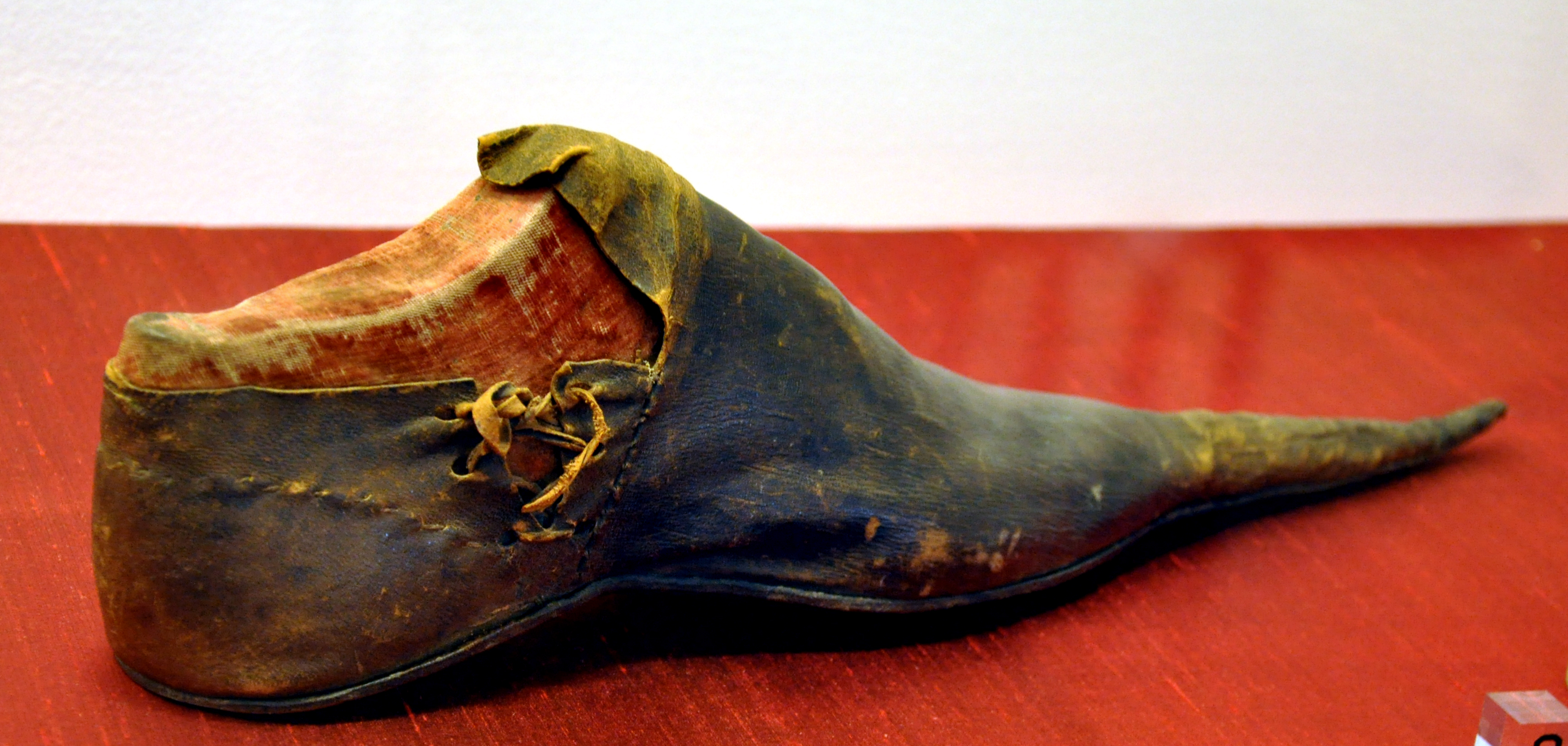
Poulaine du XVe siècle, musée de Francfort.

Le clergé réprouve ces chaussures, signe de vanité mondaine, défigurant l'homme et son corps créé par Dieu. Il condamne leur usage au concile de Paris en 1212, au concile d'Angers en 1365 et en 1368.
Charles V, dans le cadre des lois somptuaires destinées à réfréner les excès vestimentaires, interdit ces chaussures par l'ordonnance royale de 1368 mais la mode perdure en France jusqu'aux années 1480.

## Dans la culture
Les poulaines sont évoquées dans le poème « Vitrail » de José-Maria de Heredia (1893) :
Aujourd’hui, les seigneurs auprès des châtelaines,

Avec le lévrier à leurs longues poulaines,

S’allongent aux carreaux de marbre blanc et noir.